# Скьюз, Стэнли
Стэнли Скьюз (англ. Stanley Skewes; 1899 — 1988) — южноафриканский математик, один из студентов Джона Идензора Литлвуда.
Известен своими открытиями первого числа Скьюза 1933 года и открытием второго числа Скьюза 1955 года. Его числа внесли вклад в усовершенствование теоремы простых чисел.

## Биография
Скьюз родился в 1899-м году. Его отец — Генри (Гарри) Скьюз был шахтёром и пробирщиком из деревни Кюри, а его мать — Эмили Мойл являлась американкой по происхождению. Ещё за пять до его рождения в 1894-м году его родители переехали из Редрута в Джермистон, который в то время находился в британской колонии Трансвааль. Он учился в Кембриджском университете. Скьюз женился на дочери оперной певицы — Эне Аллен. После университета он вернулся в Южную Африку, но вновь посетил Кембридж и провинцию Корнуолл. Скьюз скончался в Кейптауне в 89 лет.

### Научная карьера
Стэнли Скьюз получил степень в области гражданского строительства в Кейптаунском университете, прежде чем он эмигрировал в Англию. В Кембриджском университете он занимался изучением математики. Получил степень доктора философии в 1938 году.
Его открытие первого числа Скьюза упоминается как истинное число Скьюза из-за связи с гипотезой Римана, связанной с теорией простых чисел.
Второе число Скьюза было применимо, если гипотеза Римана была ложна. С момента его первоначального открытия цифры были уточнены.